# Scipopus heteropus
Scipopus heteropus är en tvåvingeart som först beskrevs av Frey 1927.  Scipopus heteropus ingår i släktet Scipopus och familjen skridflugor. Inga underarter finns listade i Catalogue of Life.